# .um
.um war die länderspezifische Top-Level-Domain (ccTLD) der United States Minor Outlying Islands, einer Gruppe neun unbewohnter Inselterritorien der Vereinigten Staaten.
Die Domain existierte seit Dezember 1997 und wurde von der University of Southern California verwaltet. Es wurden nie Registrierungen von Adressen unter .um akzeptiert – die einzige Adresse unter .um war die Registrierungsbehörde selbst, auf der darauf hingewiesen wurde, dass Registrierungen momentan nicht möglich sind. 2006 benachrichtigte die Universität die IANA, dass sie nicht mehr an der Verwaltung der Top-Level-Domain .um interessiert ist. Daher wurde in Absprache mit der ICANN, der NTIA und dem Betreiber die Domäne .um 2008 auf einen nicht belegten Status zurückgesetzt. Dabei wurde vereinbart, dass die ICANN ohne Rücksprache mit der US-Regierung und deren vorherige Zustimmung keine Maßnahmen zur künftigen Verwendung der .um-Domäne ergreifen soll. Seitdem wird .um von der IANA in der Root Zone Database bis heute (2024) als Not assigned (nicht zugewiesen) gelistet.